# Speyburn

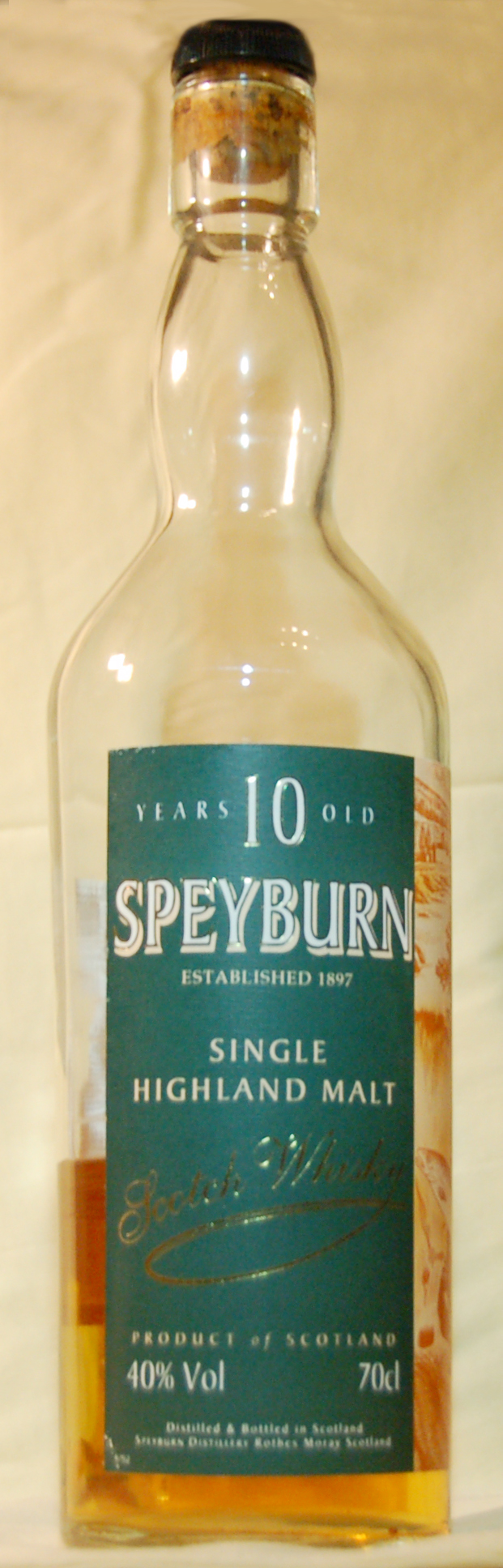
Láhev Speyburn

Speyburn (též: Speyburn-Glenlivet) je skotská palírna společnosti Inver House Distillers nacházející se ve městě Rothes v hrabství Morayshire, jež vyrábí skotskou sladovou whisky.

## Historie
Palírna byla založena v roce 1897 Johnem Hopkinsem & spol. a produkuje čistou sladovou whisky. Palírnu roku 1916 zakoupila společnost Distillers Company Ltd a od roku 1991 je majitelem Inver House Distillers. Zajímavostí je že areálem této palírny protékají dva potoky Broad Burn a Small Burn, které se dál vlévají do řeky Spay. Produkuje whisky značky Speyburn, což je 10letá whisky s obsahem alkoholu 40 %. Tato whisky má slabou chuť po pepři.